# عسلة (الجزائر)
عسلة مدينة و بلدية تابعة إقليميا إلى دائرة عسلة ولاية النعامة الجزائرية.

## وصلات خارجية
- الموقع الرسمي لولاية النعامة.